# Persona 3 Reload
Persona 3 Reload es un videojuego de rol desarrollado por P-Studio y publicado por Atlus. El juego fue lanzado originalmente para PlayStation 4, PlayStation 5, Windows, Xbox One, y Xbox Series X/S el 2 de febrero de 2024. Próximamente será lanzado una versión de Nintendo Switch 2 para El 24 de octubre del 2025.
Reload es una nueva versión de Persona 3 (2006), la cuarta entrega principal de la serie Persona, que en sí misma forma parte de la franquicia más grande Megami Tensei . Al igual que en el juego original, los jugadores asumen el papel del protagonista, un estudiante de secundaria que regresa a su ciudad natal una década después de que sus padres murieran en un accidente automovilístico fatal. Pronto obtiene el potencial de convocar a un Persona, la manifestación física de su espíritu interior, y se une al Specialized Extracurricular Execution Squad (S.E.E.S., traducido literalmente cómo Escuadrón de Ejecución Extracurricular Especializado), un grupo de usuarios de Personas con ideales afines. Juntos, tienen la tarea de derrotar Shadows (sombras) y descubrir el misterio de la Hora Oscura.
Los fanáticos de la serie solicitaban con frecuencia una nueva versión de Persona 3 luego del impulso de la misma hacia la popularidad global, como lo reconoció oficialmente el propio Atlus. Reload comenzó a desarrollarse en 2019, mientras que su producción se informó por primera vez en abril de 2023 antes del anuncio oficial del juego en junio de 2023. Reload rehace fielmente la historia del lanzamiento original de Persona 3, con varias actualizaciones gráficas y funcionales que equiparan el juego con las entregas posteriores de la serie. Shigenori Soejima supervisó los diseños de personajes actualizados de Azusa Shimada, mientras que Atsushi Kitajoh arregló y compuso la música con las voces de Azumi Takahashi y Lotus Juice.
 

## Gameplay
Persona 3 Reload conserva su sistema de juego híbrido entre RPG tradicional y simulación social, pero ha sido revisado estética, gráfica y mecánicamente para integrar sistemas y características que se han introducido a lo largo de la serie Persona desde el lanzamiento del Persona 3, específicamente derivados de mejoras en la calidad de vida implementadas por primera vez en Persona 5 (2016). Además de las revisiones fundamentales, Reload perfecciona numerosos elementos de su interfaz gráfica de usuario para reflejar la presentación actualizada de entradas posteriores. Para tareas sensibles a la historia, se han agregado descripciones de objetivos debajo de la pantalla para la fecha, hora del día y fase lunar que enumeran las acciones que se deben realizar para avanzar en la narrativa, que es funcionalmente similar a la pantalla frontal (HUD) de Persona 5. La visualización del mapa también se ha mejorado en función y forma con respecto al Persona 3 original, se ha ampliado en tamaño además de ser capaz de mostrar más complejidades sobre el entorno circundante, y ahora se colocan marcadores en lugares importantes que deben visitarse para propósitos de la historia, muy parecido al mapa de Persona 5.</link> También se ha agregado la capacidad del protagonista de correr a través de áreas.
En Reload se introducirán nuevas adiciones a las porciones de simulación social y RPG del juego. Mientras se asiste a la escuela secundaria Gekkoukan, las preguntas en clase de los profesores de la materia se rehicieron desde cero, y ninguna se reutilizó del juego original. La exploración tanto alrededor de Tatsumi Port Island como dentro del Tartarus ahora se ejecuta desde una perspectiva en tercera persona con la cámara ahora colocada directamente detrás del protagonista, y ahora permite el control libre de la cámara para que el jugador obtenga mejores vistas de su entorno. El mapa del mundo ahora está completamente renderizado en 3D y tiene un botón adicional para mostrar información sobre la ubicación actual del protagonista u otras áreas que puede visitar. Ampliando la función de viaje rápido de Persona 3 Portable, el jugador también puede viajar rápidamente inmediatamente a cualquier ubicación específica dentro del área resaltada directamente desde el mapa en lugar de dentro de la ubicación. Reload elimina la capacidad del jugador de romper completamente los vínculos sociales con personajes secundarios como era posible tanto en Persona 3 como en Persona 4 (2008), aunque el jugador aún puede revertirlos eligiendo las respuestas desdeñosas del protagonista a las interacciones. Se introducirá un nuevo elemento social, que existe por separado de los enlaces sociales. Su objetivo es contextualizar a los personajes secundarios que no fueron tan prominentes en versiones anteriores de Persona 3, mediante la inclusión de arcos de historias paralelas que profundizarán la relación del protagonista con ellos, en donde también se extenderán las relaciones con los miembros masculinos del grupo debido a la falta de historias con Social Link dedicados para ellos.  
La estructura y la progresión dentro de Tartarus no se han modificado en absoluto con respecto al juego original, pero se han ampliado con más variedad ambiental para fomentar la exploración y presenta efectos visuales únicos logrados mediante el uso de Unreal Engine 4 en el juego, como una iluminación mejorada. La mecánica de fatiga se eliminó por completo para reflejar entradas posteriores, lo que hace que el grupo no pueda cansarse durante la exploración, por lo que ya no afecta su desempeño en la batalla. Cada piso dentro de Tartarus también alberga objetos frágiles en forma de efigies de fuego que se pueden utilizar para obtener tesoros y objetos escondidos. El jugador no puede contactar al Navegante (entre Mitsuru Kirijo y más tarde Fukka Yamagishi) en Tartarus para cambiar la música de fondo de la mazmorra como en el juego original, ni tampoco puede ordenar al grupo que se divida y encuentre tesoros ocultos y Sombras dispersos en el piso actual. El grupo también puede caminar o correr completamente al atravesar la mazmorra, pero hacer esto último también aumenta la posibilidad de que las Sombras que patrullan el piso actual sean alertadas de la presencia del grupo.
Durante la batalla, están disponibles tanto la capacidad de tomar control directo sobre los miembros del grupo como en Portable, como también permitir que la CPU dicte su comportamiento como en el juego original y FES. La interfaz de usuario de batalla ha sido completamente revisada para inspirarse funcional y estilísticamente en Persona 5, con los comandos "Persona", "Objeto" (Item), "Guardia" (Guard) y "Ataque" (Attack), cada uno correspondiente a diferentes botones de manera similar. Además de los comandos "Analizar" (Analyze), "Tácticas" (Tactics), "Objetivo" (Target) y "Rush" que regresan de versiones anteriores de Persona 3, también se han agregado una función de "Encuesta" (Survey) y "Asistencia" (Assist). Persona 3 Reload implementa una variación mejorada de la habilidad "Baton Pass" de Persona 5 en forma de la habilidad "Shift" asignada al gatillo izquierdo. "Shift" permite al miembro activo actual del grupo pasar su turno a otro personaje después de asestar con éxito un golpe a un enemigo de las Sombras que lo derriba, lo que permite al siguiente miembro del grupo derribar potencialmente a otros enemigos si están en ciertas formaciones. Cuando todos los enemigos en la pantalla de batalla son derribados como en el juego original, el grupo tiene la opción de iniciar un "All-Out Attack" que involucra a todos los miembros activos realizando un asalto conjunto contra los enemigos restantes para causar un daño significativo. Dependiendo de quién en el grupo inicia el comando, el personaje tendrá una salida personalizada y una animación única, similar a las pantallas de finalización en Persona 5. Personas adicionales y efectos de reanimación para el grupo aún se obtienen principalmente a través del minijuego Shuffle Time posterior a la batalla, pero Reload permite al jugador elegir manualmente qué carta específica quiere de la selección aleatoria en lugar de seleccionar una a ciegas después de barajar, similar a la versión del mismo minijuego en Persona 4. 

## Desarrollo
Atlus había comenzado el desarrollo de una nueva versión de Persona 3 en 2019. La gran mayoría del personal de P-Studio que trabajaba en Persona 5 Royal (2019) en ese momento se trasladó a Reload, y el director en jefe del estudio, Kazuhisa Wada, exclamó que desarrollar Persona 3 Reload fue de gran importancia para Atlus debido a la influencia del juego original en el resto de la serie Persona, así como los desafíos únicos que se presentan tanto al rehacer un título existente como al desarrollar un juego en un motor de juego de terceros, ya que el juego funciona con Unreal Engine 4 en lugar del motor propietario Atlus anteriormente utilizado para desarrollar juegos como Persona 5 Royal y Catherine: Full Body (2019). El nombre de Reload se concibió como resultado de que los desarrolladores querían usar otro apodo con la letra "R" para transmitir su estado como una edición definitiva de Persona 3 como lo fue Persona 5 Royal para Persona 5, sintiendo como si simplemente lo llamara "Persona 3 Remake" no encajaba con las convenciones de nomenclatura de la serie. El nombre Reload también se usó para reflejar los Evokers con forma de pistola utilizados por el grupo para convocar a sus Personas durante la batalla.
Tras la revelación oficial del juego, Atlus compartió varios detalles adicionales sobre Reload. El director en jefe de P-Studio, Kazuhisa Wada, y el productor del juego, Ryota Niitsuma, aclararon sus intenciones de producir una recreación completamente fiel de la experiencia original de Persona 3, incluida la implementación de múltiples "escenas y eventos nuevos" más allá de la narrativa conservada. Sin embargo, la pareja confirmó que, como resultado de permanecer únicamente fieles al juego tal como se lanzó originalmente, ninguno de los contenidos de la historia integrados en Persona 3 FES o Persona 3 Portable se reharía para Reload, como el capítulo epílogo "The Answer" o la segunda protagonista femenina y su contenido asociado. Sin embargo, Wada aclaró después de esta entrevista que otros elementos de la historia y del juego agregados por primera vez al escenario de la historia principal en FES seguirían apareciendo en el juego. Durante una entrevista separada publicada en Weekly Famitsu, Wada, Niitsuma y el director del juego, Takuya Yamaguchi, también expresaron entusiasmo por introducir modificaciones en los controles y el diseño del mapa del juego existente, destacando que la mazmorra principal del juego, Tartarus, sufriría un "cambio particularmente grande" en estructura del juego original debido al aumento de la densidad ambiental, así como a las características interactivas y paisajes dentro de las áreas existentes. También discutieron la intención y la importancia general detrás de la producción de Persona 3 Reload en este momento, afirmando que si bien no querían cambiar la trama o los personajes que forman la base del juego original, estaban interesados en que los jugadores pudieran disfrutar de Persona 3 en una fidelidad funcional y gráfica equivalente a entradas recientes de la serie como Persona 5 y Persona 5 Royal, que fue la postura que asumieron al inicio del desarrollo. Yamaguchi explicó el esfuerzo que llevó rehacer todos los entornos y el arte originales del juego, ejemplificando que el campo no sólo se había ampliado para ser más proporcional con los personajes que pueblan las áreas jugables, sino también para "aumentar la densidad de los elementos y escenarios del juego". Yamaguchi discutió además la adición de nuevos escenarios más allá de reproducir la narrativa del juego original, considerándolo apropiado para la naturaleza del juego como un "drama conjunto" para que puedan explorar personajes que no eran tan prominentes en el juego original.
En agosto de 2023, se realizó otra entrevista de Famitsu entre Wada, Niitsuma, Yamaguchi y el compositor Atsushi Kitajoh. Explicaron el proceso de desarrollo de rehacer los activos del juego, afirmando que los modelos de personajes de Persona 3: Dancing in Moonlight (2018), que marcó la primera vez que muchos elementos de Persona 3 se renderizaron completamente en alta definición, se utilizaron como base para los modelos correspondientes en Reload. Sin embargo, los assets de Reload se crearon desde cero con varios ajustes, como que Aigis tuviera sus proporciones alteradas para enfatizar sus rasgos físicos únicos como un ser cibernético en comparación con los personajes humanos normales. Yamaguchi habló sobre los elementos del juego que se muestran en el segundo tráiler del juego, confirmando que los miembros del grupo, Koromaru y Shinjiro Aragaki, tendrían historias paralelas fuera de la narrativa principal en Reload, con la historia paralela de Koromaru centrándose en expandir su historia de fondo, mientras que el contenido de Shinjiro se enfocaría en destacar su encanto entre el resto de los miembros del grupo. Los desarrolladores también confirmaron que el enlace social "Aeon" con Aigis de Persona 3 FES se mantendría en el juego. En ese momento, Persona 3 Reload había entrado en sus etapas finales de desarrollo.

### Presentación
Los modelos de personajes y los assets se han rehecho desde cero para presentarse como más proporcionados en relación con un diseño del entorno similar a la dirección de arte de Persona 5, que también se refleja en el motor de iluminación renovado y la cantidad de personajes no-jugables que pueblan las áreas jugables del juego, los cuales han sido mejorados en comparación con el juego original. El rendimiento también se ha incrementado desde los 30 fotogramas por segundo (FPS) de todas las versiones anteriores hasta 60 FPS con una resolución de hasta 4K (3840x2160). Reload contiene escenas adicionales que no aparecen en el juego original ni en ninguno de sus relanzamientos, incluidas nuevas interacciones entre grupos, diálogos y escenas con voz. Cada ruta de Social Link ahora tiene diálogos con actuación de voz. La exploración dentro del Tartarus también incluye diálogos adicionales entre el grupo dependiendo de quién sea llevado a la mazmorra. Se han recreado las escenas animadas de la versión original de Persona 3 para PlayStation 2 . El elenco de voces japonés repetirá sus respectivos papeles, junto a Shinya Takahashi, quien se desempeña como el actor de voz dedicado de Koromaru después de haberle dado voz anteriormente en la serie de películas de cuatro partes de Persona 3.  El elenco principal de voces en inglés de juegos anteriores ha sido completamente reelegido para Reload, incluido el protagonista (Aleks Le), Mitsuru Kirijo (Allegra Clark), Yukari Takeba (Heather Gonzalez), Junpei Iori (Zeno Robinson), Aigis (Dawn Bennett) . ), Akihiko Sanada (Alejandro Saab), Fuuka Yamagishi (Suzie Yeung), Shinjiro Aragaki (Justice Slocum) y Ken Amada (Justine Lee). Tara Platt, quien dio voz a Mitsuru y a Elizabeth, la asistente de Velvet Room, en el juego original, retoma este último papel en Reload. Las adiciones de historia adicionales introducidas en Persona 3 FES y Persona 3 Portable, es decir, el capítulo del epílogo "The Answer" y la ruta de la historia de la protagonista femenina, no se incluirán en Reload. Con líneas de voz adicionales e historias paralelas con contenido expresado, Persona 3 Reload tiene los diálogos con más voces de todos los juegos de la serie Persona.

### Diseño artístico
Azusa Shimada es la diseñadora de personajes principal de Persona 3 Reload, y el artista original Shigenori Soejima asume el papel de supervisión. Los dos colaboraron para perfeccionar los diseños existentes, así como para actualizar el equipo de S.E.E.S. al ingresar al Tartarus. Esto incluye un nuevo brazalete, del que el director del juego Takuya Yamaguchi anunció brevemente, que se vincula con una nueva mecánica durante los encuentros con las Sombras, y un atuendo de combate exclusivo para cada miembro del grupo. Shimada y Soejima también actualizaron el aspecto de los Evokers; Se agregó un pequeño truco para enfatizar el impacto de la invocación de Persona, que describe cómo la corredera de la pistola del Evoker retrocede y emite una luz roja después de ser disparada. 
El arte de la caja oficial del juego dibujado por Shimada es una recreación intencional del arte clave japonés de Persona 3 en su versión original de PlayStation 2, que presenta al protagonista junto a su Persona Thanatos. Se realizaron múltiples revisiones para actualizar el homenaje, mientras Soejima y Yamaguchi discutían si presentar solo al protagonista y su Persona, o junto con los otros personajes principales del juego. El resultado final pretendía transmitir sutilmente las imágenes actualizadas del juego con técnicas de dibujo modernas y efectos de iluminación realistas enfatizados, así como centrarse en que el protagonista se enfrente a su destino.

### Música
Atsushi Kitajoh compuso piezas originales para el juego además de componer arreglos para la banda sonora original de Shoji Meguro. El artista de rap Lotus Juice, que anteriormente actuó en varios medios de Persona, regresará para contribuir con nuevas pistas a Reload, mientras que el artista de YouTube Azumi Takahashi actuará como la vocalista principal de los temas de Reload, reemplazando a Yumi Kawamura de los medios de Persona anteriores. 

## Comercialización y lanzamiento
En julio de 2022, Atlus Japan llevó a cabo una encuesta dirigida por consumidores para medir el interés en posibles remakes y relanzamientos de juegos anteriores del editor, específicamente en la franquicia Megami Tensei . Durante una transmisión en vivo de los resultados de la encuesta, Atlus reveló que Persona 3 (2006) había estado empatado con Persona 2: Innocent Sin (1999) y Persona 2: Eternal Punishment (2000) en términos del juego más solicitado para ser rehecho por el editor.
En abril de 2023, se filtraron en línea imágenes proyectadas internamente de Sega, que mostraban imágenes del miembro del grupo Persona 3, Yukari Takeba, batallando con una Sombra, supuestamente de una versión de desarrollo inicial de una nueva versión de Persona 3. El sitio de publicación de noticias Gematsu corroboró más tarde las imágenes, y un escritor colaborador afirmó que la empresa había escuchado de fuentes anónimas cercanas a Sega que se estaba desarrollando una nueva versión del juego y que la versión que se había mostrado  procedía de 2021. Ese mismo día, un usuario de Twitter descubrió un dominio web registrado como "p3re.jp", que se especuló que estaba conectado a una nueva versión de Persona 3 debido a su abreviatura que potencialmente hace referencia al juego y sigue el formato de dominios web previamente registrados para proyectos de Persona.
A principios de junio de 2023, Atlus Japan renovó el dominio web "p3re.jp" antes mencionado que se especulaba que estaba conectado al remake de Persona 3, junto con un nuevo dominio web, "p5t.jp", que los medios de noticias sobre juegos suponían que estaba conectado a un potencial título derivado de Persona 5.  Poco después, Atlus West subió accidentalmente el avance revelador del remake, titulado Persona 3 Reload, en su cuenta oficial de Instagram junto con el avance del próximo título derivado Persona 5 Tactica (2023), ambos eventualmente presentados en el evento de Microsoft Xbox Games Showcase más adelante esa semana. Sega organizó un panel dedicado al juego en Anime Expo 2023 el mes siguiente al que asistieron Aleks Le, Zeno Robinson, Allegra Clark, Alejandro Saab, Suzie Yeung y Heather González, que estuvo acompañado de un segundo tráiler que muestra el doblaje en inglés del juego.
Persona 3 Reload se lanzará para PlayStation 4, PlayStation 5, Windows, Xbox One y Xbox Series X/S el 2 de febrero de 2024. También estará disponible desde el lanzamiento en Xbox Game Pass .   Además de la edición estándar, también estarán disponibles una edición Digital Deluxe y una edición Digital Premium. Ambas ediciones incluyen el juego con una banda sonora digital y un libro de arte, mientras que la versión Premium viene además con un paquete de contenido descargable (DLC) de extras del juego. Una edición física de coleccionista, denominada "Aigis Edition", vendrá con un empaque único, versiones físicas del libro de arte y la banda sonora, una figura del personaje Aigis y códigos para el paquete de DLCs.

### Contenido descargable
Persona 3 Reload se lanzará junto con un DLC día uno que incluye extras del juego, que se pueden comprar de forma independiente o en un paquete. Estos incluyen conjuntos de disfraces inspirados en los uniformes de la escuela secundaria Yasogami de Persona 4 (2008), así como los uniformes de la Academia Shujiin y el atuendo de Phantom Thieves of Hearts de Persona 5 (2016) para que los miembros del grupo los usen durante la exploración de mazmorras. También se incluyen conjuntos de Persona adicionales con las Personas iniciales de Persona 4 y Persona 5, así como dos conjuntos de música de fondo personalizados con pistas de Persona 4 Golden y Persona 5 Royal.
El 6 de marzo de 2024 en la Xbox Partner Preview se anunció un nueva expansión, Episode Aigis: The Answer, basado en el capítulo epílogo de Persona 3 FES, "The Answer". El DLC será el último contenido descargable del juego. Según el productor Kazuhisa Wada, se consideró la incorporación de la protagonista femenina Kotone Shiomi, presentada en Portable, durante el desarrollo, pero se consideró que requería demasiado tiempo y era costosa en comparación con el epílogo. También afirmó que el equipo de Persona "tiene la misión de trabajar no sólo en remakes sino también en proyectos 'completamente nuevos'".

## Recepción

### Prelanzamiento
Las demos de Persona 3 Reload fueron generalmente recibidas positivamente por los periodistas de juegos, quienes elogiaron las imágenes y la jugabilidad actualizadas, así como la fidelidad del juego al original,  aunque algunos criticaron la omisión de la protagonista femenina incluida en Portable .  Kenneth Shephard de Kotaku elogió la demostración en general, pero no le gustó la música rehecha. Jasmine Gould-Wilson de GamesRadar describió la demostración como "una maravilla" y dijo que el juego "podría ser un excelente lugar para comenzar" para los recién llegados a la serie. Dom Peppiatt de VG247 dijo que la demostración parecía ser "una remasterización en el mejor sentido". Por el contrario, la escritora de Polygon, Chelsea Stark criticó la falta de detalles ambientales en las mazmorras, que describió como fieles al juego original pero no a la altura de los estándares establecidos por Persona 5, y expresó incertidumbre sobre cuánto se actualizaría en el producto final.